# C/1870 Q1
Komet Coggia ali C/1870 Q1 je neperiodični komet, ki ga je 28. avgusta 1870 odkril francoski astronom Jérôme Eugène Coggia (1849 – 1919) v Marseillu, Francija.

## Lastnosti
Njegova tirnica je bila parabolična. Soncu se je najbolj približal 2. septembra 1870 , 
ko je bil na razdalji okoli 1,8 a.e. od Sonca. Odkrit je bil s prostim očesom, imel je magnitudo 7 .